# Ponte do Vouga
A Ponte do Vouga localiza-se sobre o rio Vouga, entre as freguesias de Ferreira de Aves e Mioma, no Município de Sátão. É uma ponte de arcos de pedra com cerca de 65 m de comprimento ao nível do tabuleiro.
A generalidade das pontes antigas sobre o Vouga eram e são conhecidas pelos nomes das localidades junto às quais foram construídas: "ponte de Vouga" (em referência à vila do mesmo nome), "ponte do Banho", "ponte de São Pedro do Sul", "ponte de Almargem", "ponte de Cota", etc. Já a ponte entre Ferreira e Mioma foi desde longa data conhecida como "ponte do Vouga", em referência ao rio.
Em 1758, respondendo ao inquérito do Pe. Luís Cardoso, o pároco de Santo André de Ferreira de Aves refere as pontes existentes na vizinhança: "O rio Bouga tem três pontes, huma ao Senhor da Fraga, de pedra, outra em Villa Boa, de pao, e outra mui grande, de cantaria, chamada a ponte do Bouga". 
Em finais do século XIX, Pedro Augusto Ferreira fala-nos da ponte de Mioma/Ferreira como sendo a "ponte do Vouga na estrada real antiga de Viseu a Moimenta da Beira"..
O mesmo autor fala-nos de uma outra "ponte do Vouga, ao nascente da villa de Vouga e junto d'ella", no c. Águeda. Essa ponte da vila de Vouga, que remonta ao século XIII, foi historicamente conhecida como «ponte de Vouga», em referência à vila, mas na época em que Pedro Augusto Ferreira escrevia, já a vila de Vouga era uma vila extinta, transformada em lugar decadente e desconhecido fora do âmbito regional. Muitos, não conhecendo a verdadeira designação dessa ponte, foram-lhe chamando "ponte do Vouga", em referência ao rio. O mesmo fez o citado autor que, assim, sentiu a necessidade de identificar a ponte de Mioma/Ferreira como "Ponte do Vouga (2ª)".
Entre as memórias paroquiais setecentistas, merece destaque, a este propósito, a memória elaborada, em 1758, pelo pároco de São Salvador da Trofa, igreja vizinha da ponte da vila de Vouga (3 Km) e relativamente distante da ponte  de Mioma/Ferreira (68 Km). Refere a primeira como sendo uma "ponte de pedra de cantaria de cumprimento de tres tiros de mosquete, na estrada que corre do Porto para Lisboa, pegada a villa de Vouga" e a segunda como sendo uma "ponte chamada ponte do Vouga, e he de pedra de cantaria, e tem de cumprimento hum tiro de mosquete" . A ponte da vila de Vouga era a principal e maior ponte existente sobre o rio Vouga, com um tabuleiro três vezes maior que o da ponte de Mioma/Ferreira. Ainda assim, era à segunda que se dava o nome "ponte do Vouga".
Segundo Pedro Augusto Ferreira, a "ponte do Vouga", de Mioma/Ferreira, era "uma ponte muito importante"..
A ponte do Vouga foi restaurada pela Câmara Municipal de Sátão em 2022-2024, num investimento de 500 000 euros.